# Каменный приказ
Каменный приказ, Приказ каменных дел — орган управления царства Русского (приказ) и Российской империи (учреждение), который ведал каменным делом в России, в различные периоды времени.
В литературе встречаются название двух государственных учреждений.

## XVI—XVII века
Считается, что Каменный приказ или приказ каменных дел был основан при Фёдоре Годунове, при этом в записных книгах значится с 1628 года, а по жалованным грамотам «обжигальщикам» и каменщикам — с 1584 года. Этим приказом, по словам Г. К. Котошихина, руководили стольник и два дьяка и ему было подведомственно «всего Московского государства каменное дело и мастеры… да на Москве ж известные и кирпичные дворы и заводы». Приказ также собирал подати и доходы с тех городов, где добывали белый камень и делали известь. В 1700 (1701) году он был преобразован в отделение («стол») приказа Большого Дворца.

## XVIII век
В 1762 году была образована комиссия для устройства городов Санкт-Петербурга и Москвы, выработавшая, между прочим, проект учреждения, которое следило бы за правильностью построек в столицах и заботилось о заготовлении прочных и безопасных в пожарном отношении строительных материалов. Новое учреждение было открыто только в 1775 году, в Москве, под именем Каменного приказа, и состояло из присутствия и экспедиции инспекторского правления, заведовавшей «изобретением и осмотром материалов». Каменный приказ следил за соответствием застройки Москвы плану 1775 года, согласно которому в Китай-городе и Белом городе можно было строить только каменные дома, а в Земляном городе — деревянные на каменном фундаменте. Доходы приказа, состоявшие из крепостных, печатных и гербовых пошлин, не превышали нескольких сот рублей. В течение первых четырёх лет приказ вследствие противодействия со стороны московской полиции занимался исключительно заготовкой строительных материалов, особенно заботясь об улучшении кирпичного производства. Казённые и частные кирпичные заводы были в его ведении. Получив в своё ведение казённые и частные земли в черте города (1780 год), приказ озаботился собранием точных сведений о них и заселением пустых земель, затем приступил к исправлению стены Китай-города и привёл в порядок некоторые торговые лавки и ряды, подворья и другие здания, главным образом казённые. 
На основании сведений приказа инженер Николаев составил «Указатель чертежей московским церквам и состоявшим в их приходах дворам и лавкам за 1775 — 1782 годы.». 
Приказ подчинялся генерал-губернатору Москвы. Директором был П. Н. Кожин. Должность первого (главного) архитектора Каменного приказа с основания до 1778 г. исполнял Н.Легран. 
2 октября 1782 года приказ был закрыт, и дела о производстве в Москве построек частных владельцев были поручены учрежденной для этого «конторе городских строений». 
Приказ вначале размещался в Кремле, затем в домах, арендованных у частных владельцев. В 1778 году были куплены палаты Сверчковых (Сверчков переулок, дом № 8), двухэтажный «каменный дом с прочими строениями, садом и прудом».

### Архитектурная школа
При каменном приказе состояли: 
1. архитектурный класс — известное число архитекторов, их помощников и учеников, и
2. школа для начальной подготовки к занятиям архитектурой.

Ученики в эту школу были «частью из моск. гарнизонной школы вытребованы, а частью из разночинцев свободных с пашпортами набраны», в возрасте от 9 до 16 лет. Предметами обучения были: Закон Божий, русская грамматика, рисование, начальная архитектура, география, история, геометрия и французский язык. Позже программа расширилась: добавились уроки тригонометрии, французского языка, гравирования и пения. В ходе практических занятий старшие ученики участвовали в обмере и составлении планов домов, работали на казённых кирпичных заводах.
Среди преподавателей выделялся старший архитектор приказа Н. Н. Легран (1738-1798), обучавший школьников "рисованию орнаментов и барельефов и прочего, что относится до внешних и внутренних украшений" . По окончании школы присваивалось звание помощника архитектора. Полный курс обучения в Каменном приказе закончить почти никому не удалось, но многие ученики стали архитекторскими помощниками в других коллективах.

### Бульварное кольцо
Современное Бульварное кольцо на месте стен Белого города было построено по проекту Каменного приказа.